# Joseph Papp
Joseph Papp, född Joseph Papirofsky den 22 juni 1921 i Brooklyn i New York, död 31 oktober 1991 i New York, var en amerikansk teaterregissör och teaterproducent.

## Biografi
1946-1948 studerade Joseph Papp skådespeleri och regi vid Actor’s Laboratory Theatre i Hollywood, därefter ledde han skolan själv under två år. Under början av 1950-talet arbetade han som inspicient för turnerande kompanier. 1954 grundade han New York Shakespeare Festival vars syfte var att spela William Shakespeares pjäser gratis runt om i New York, bland annat i Central Park. Papp regisserade de flesta produktionerna själv, ofta utan någon betalning. 1962 fick festivalen en fast friluftsscen i parken, Delacorte Theatre. 1967 grundade han off-Broadway-scenen Joseph Papp Public Theater på Lower Manhattan. Med tiden skulle teatern växa till att omfatta sex separata scener. Den första produktionen var urpremiären på musikalen Hair som snabbt flyttades till Broadway där den spelades 1 750 föreställningar. Hair var den första off-Broadway-musikalen som flyttades till Broadway. En annan Broadway-musikal som hade premiär på Public Theater var A Chorus Line 1975 som spelades över 6 000 föreställningar till 1990 då den lades ner som den uppsättning som spelats flest gånger på Broadway. Bland dramatiker Papp samarbetade med på Public Theater kan nämnas John Guare, David Mamet, David Henry Hwang, Wallace Shawn och David Rabe och bland teaterns skådespelare märks Meryl Streep, James Earl Jones, Raul Julia och Kevin Kline. 1973-1977 ledde Joseph Papp Lincoln Center for the Performing Arts. 1987 sjösatte han projektet att iscensätta samtliga Shakespeares 36 pjäser på Shakespeare in the Park som festivalen då bytt namn till. Bland stjärnor som har uppträtt i uppsättningarna kan nämnas Al Pacino, Michelle Pfeiffer, Christopher Walken, Morgan Freeman, Denzel Washington, F. Murray Abraham, Christopher Reeve och Tracey Ullman. Joseph Papp räknas som en av den amerikanska teaterns mest inflytelserika aktörer efter andra världskriget. 1958 ställdes han inför the House Un-American Activities Committee.